# Ōe no Masafusa

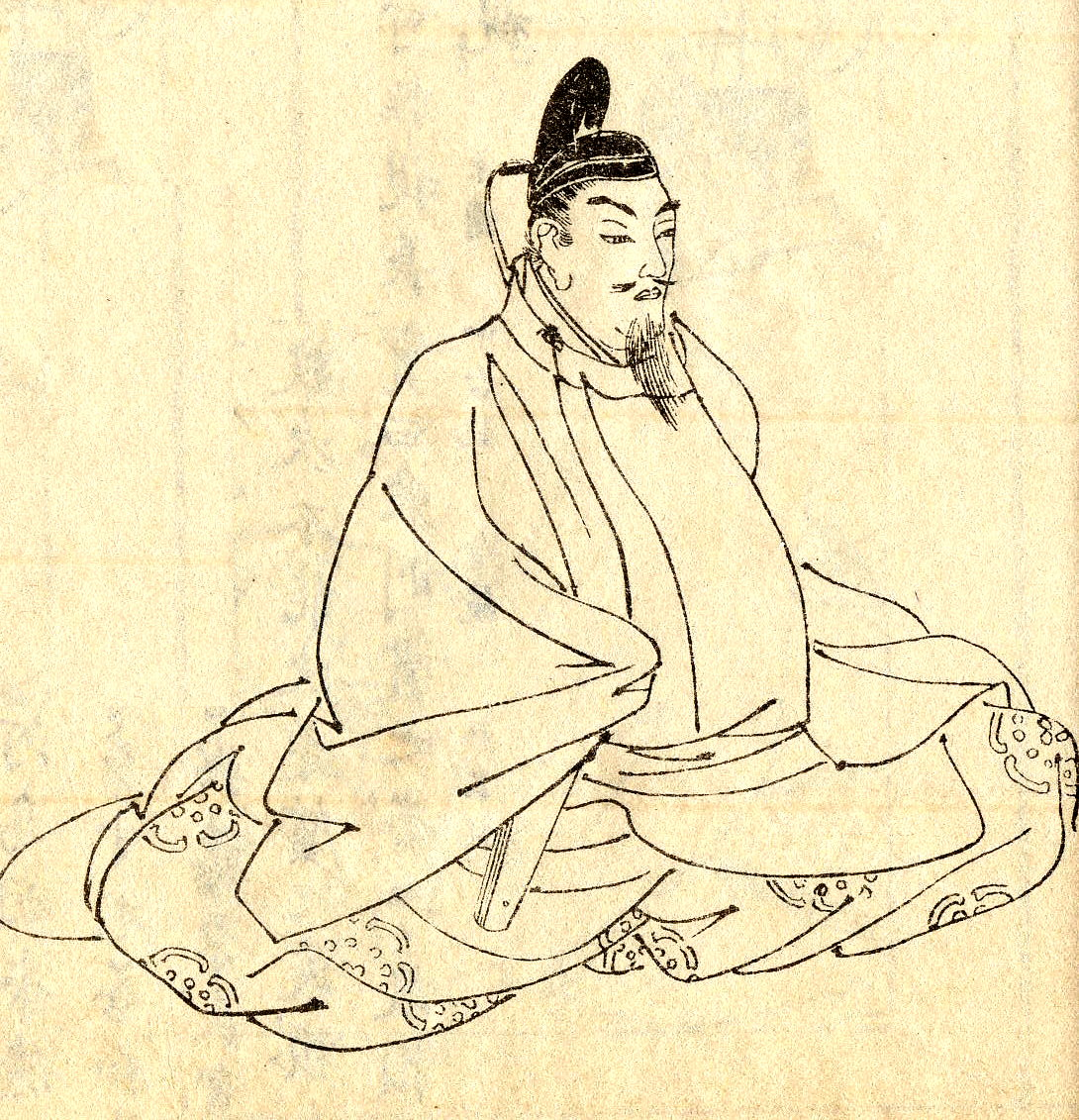
Ōe no Masafusa, por Kikuchi Yosai.

Ōe no Masafusa (大江匡房?   1041-7 de diciembre de 1111) fue un poeta, académico y cortesano de alta categoría japonés que vivió en la segunda mitad de la era Heian. Fue bisnieto de los poetas Ōe no Masahira y Akazome Emon. Su padre fue el Rector del Daigaku-ryō Ōe no Narihira y su madre fue la hija de Tachibana no Takachika. Alcanzó el rango de Shōnii y Gonchūnagon. Su nombre artístico fue Gō no Sochi (江帥?).

## Biografía
Según su autobiografía, comenzó a aprender a escribir a la edad de 4 años y a los 11 años era considerado un niño prodigio, al llegar a los 18 años ya había aprendido composición poética en el Daigaku-ryō. En 1060 recibió el grado de Jugoi y le fue conferido un cargo dentro del Shikibu-shō.
Poco después consideró retirarse y convertirse en un monje budista, sin embargo, Fujiwara no Tsunetō logró persuadirlo para no hacerlo. Tomando la sugerencia de Tsunetō decidió convertirse en sirviente del Príncipe Takahito (futuro Emperador Go-Sanjō) y estuvo encargado como Tōgū Gakushi o tutor del Príncipe Imperial. Cuando el Emperador Go-Sanjō ascendió al trono en 1068, Masafusa fue promovido como Goikurodo y como miembro del Nakatsukasa-shō, posteriormente fue nombrado Ushōben, adicionalmente fue nombrado tutor del Príncipe Sadahito (futuro Emperador Shirakawa).
En 1073, al ascender el trono el Emperador Shirakawa, se convirtió en su confidente y fue promovido a Sadaiben, director del Kageyushi y como Shikibu Taifu. Hacia 1086 se le ascendió como Jusanmi, en 1088 como Sangi y en 1094 como Gonchūnagon. En 1098 se le asignó como Dazaigon no Sochi de la provincia de Tsukushi y se le confirió el rango de Junii. Finalmente en 1111 fue designado ministro de Finanzas, pero falleció unos meses después.
Durante el reinado del emperador Shirakawa, tanto Masafusa como Fujiwara no Korefusa y Fujiwara no Tamefusa eran considerados sus mejores vasallos y recibieron el apodo de Mae no San-fusa (前の三房?), debido a que los tres poseían el kanji fusa (房?) en sus nombres. También fue vasallo del Emperador Go-Sanjo y tuvo una relación amistosa con el Kanpaku Fujiwara no Moromichi.

## Obra

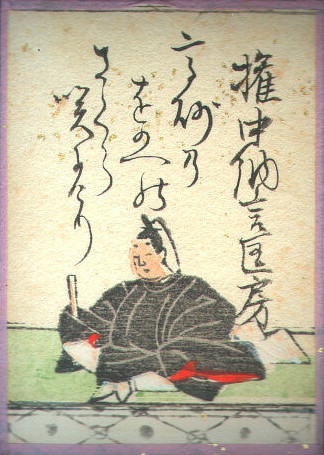
Ōe no Masafusa, en el Ogura Hyakunin Isshu.

Masafusa fue considerado un gran académico durante la era Heian y sus habilidades sólo son comparadas con Sugawara no Michizane. Perteneció a una familia de académicos perteneciente al clan Ōe y escribió una gran cantidad de obras literarias entre las que se destacan:
- Gōke Shidai (江家次第?)  , libro;
- Gō-ki (江記?)  , diario;
- Gōto Tokugan Monshū (江都督納言願文集?)  , compilación;
- Kitsunebi-ki (狐媚記?)  , diario;
- Rakuyō Dengaku-ki (洛陽田楽記?)  , libro;
- Honchū Shinsenden (本朝神仙伝?);
- Zoku Honchō Ōjōden (続本朝往生伝?);
- Fusō Meigetsu-shū (扶桑明月集?)  , compilación;
- Bonen-ki (暮年記?)  , autobiografía;
- Shikyō-ki (詩境記?);
- Yūjoki (遊女記?)  , libro de poesía china;
- Kairaishiki (傀儡子記?);
- Honchū Mudai-shi (本朝無題詩?)  , libro de poesía china;
- Gō no Sochi-shū (江帥集?)  , compilación de poesía waka.

Con respecto a la poesía waka, Masafusa participó en varios concursos de waka en 1078 y 1094. Apareció por primera vez en la antología imperial Goshūi Wakashū; en el Shika Wakashū es el tercer poeta con la mayor cantidad de poemas, después de Sone no Yoshitada e Izumi Shikibu. Masafusa aparece en una anotación de conversaciones hecho por Fujiwara no Sanekane llamado Ōdanshō (江談抄?). Uno de sus poemas fue incluido en la lista antológica Ogura Hyakunin Isshu.